# الاستفتاء الدستوري الكولومبي 2003
الاستفتاء الدستوري الكولومبي 2003 عقد في كولومبيا في 25 أكتوبر 2003. في حين تمت الموافقة على جميع المقترحات الخمسة عشر من قبل الناخبين كان هناك سؤال واحد فقط لديه عدد كافٍ من الأصوات لتمرير شرط النصاب بنسبة 25٪.

## خلفية
بعد توليه منصبه في أغسطس 2002 طرح الرئيس ألبارو أوريبي بيليث عدة إصلاحات دستورية. وافق الكونغرس على المقترحات في 20 ديسمبر 2002، لكنه اقترح أيضًا عدة تغييرات، بما في ذلك تقليص حجم مجلس النواب ومجلس الشيوخ بمقدار الخمس بدلاً من إنشاء كونغرس من مجلس واحد، وإجبار الأحزاب التي حصلت على أقل من 2 ٪ من الأصوات في انتخابات على حلها.
وقع أوريبي لاحقًا على التغييرات في القانون، وتم تقديمها إلى المحكمة الدستورية في 22 يناير 2003. وفي 9 يوليو أصدرت المحكمة حكمًا بأن الاستفتاء كان صحيحًا، ولكن لم يتم قبول أربعة أسئلة.
بموجب المادتين 374 و378 من الدستور، تتطلب التعديلات المقترحة على الدستور نصابًا بنسبة 25٪ من الناخبين المسجلين الذين يدلون بأصوات صحيحة، وأغلبية الذين صوتوا لصالحهم.

## ما بعد الاستفتاء
في أعقاب الاستفتاء، اعترض الرئيس أوريبي على وجود 700.000 ناخب في السجل الانتخابي، والذي كان من شأنه أن يعني تجاوز تسعة من الأسئلة الخمسة عشر للنصاب القانوني. ومع ذلك رفض المجلس الانتخابي الوطني احتجاجاته في 19 ديسمبر 2003.